# 百里線
34°59′33″S 138°37′56″E / 34.992597°S 138.632355°E
百里線（英語：Belair railway line）是南澳州阿德萊德一條通勤鐵路，連接阿德萊德及百里。百里線全線取道阿德萊德至禾士里線。

## 歷史
1883年，阿德萊德至禾士里線通車，連接阿德萊德、百里、必列者窩打站。1919年，司聶士山鄰近路段雙軌化，包括新建的隧道及高架橋。 
1987年9月23日，客運線東邊終點站縮短至百里站。
1995年，隨住落實阿德萊德至墨爾本線標準化工程，阿德萊德至禾士里線全段改用標準軌距。由於高活站以東之客運線為單線鐵路，當局在美知咸、司聶士山、伊登山、百立活四個車站興建會讓站。同時，為了減低行車時間，關閉美路士活、賀房、嘉立咸三個車站；其中美路士活站在2014年10月12日重新開放。

### 重鋪路軌及電氣化工程
2008年，南澳州政府宣佈翻新百里線，工程包括翻新枕木及翻新為雙軌距路軌。百里線在2009年4月26日至8月23日期間暫停服務，由接駁巴士替代服務。
為配合詩福線電氣化工程，百里線在2013年1月1日至7月14日期間暫停服務。工程亦為阿德萊德至高活的一段百里線進行電氣化工程，惟高活至百里一段並無電氣化計劃。

## 服務
現時百里線使用3000系列車行駛。2007年6月前，於週末期間使用2000系列車以增加單車放置空間。
2005年，平日日間班次為30分鐘一班，而在平日夜間、週末及公眾假期則為60分鐘一班。由2006年起，鑑於高活站以東路段將一條路軌撥歸禾士里線，百里線改為單線鐵路，平日日間班次改為36分鐘一班。
澳洲大南鐵路每週提供兩班來往阿德萊德及墨爾本的客運服務。而貨運服務由Aurizon、Genesee & Wyoming Australia、太平洋國際、SCT Logistics提供服務。

### 路線指南
停車場 / 轉乘鐵路泊車處/  頻密班次車站
| 車站     | 圖片 | 啓用日期      | 備註                                                                |
| -------- | ---- | ------------- | ------------------------------------------------------------------- |
| 百里     |      | 1883年        | 總站（1987–今）                                                     |
| 邊拿華   |      | 1920年代      | 啓用初期名為柯華威橋站（Overway Bridge），1950年代更為現名          |
| 嘉蘭奴他 |      | 不明          | 啓用初期名為百里道（Belair Road）                                   |
| 百立活   |      | 1883年        | 公共運輸交匯處 - 巴士轉乘：173、195、196、605、893、894、894H、G30F |
| 歌羅文渡 |      | 1883年        | 啓用初期名為寶來頓大道（Brighton Parade）                           |
| 伊登山   |      | 1912年4月1日  | 啓用初期名為伊登（Eden）                                            |
| 連頓     |      | 1946年        |                                                                     |
| 杜雲士柏 |      | 不明          | 1921年前名為碧利活（Blythwood）                                     |
| 美知咸   |      | 1883年        |                                                                     |
| 因利柏   |      | 1910年代      |                                                                     |
| 美路士活 |      | 1910年代      | 1995年停止運作，2014年重新啓用                                      |
| 高活     |      | 1883年3月5日  | 轉乘詩福線、東士利線                                                |
| 匯演中心 |      | 2014年2月17日 | 轉乘詩福線、東士利線                                                |
| 茂仁     |      | 1898年        | 轉乘詩福線、東士利線 啓用初期名為茂仁客運站（Mile End Passenger）   |
| 阿德萊德 |      | 1856年4月     | 轉乘高勒線、嘉雲治線、外港線、詩福線、東士利線、嘉蘭電車            |

### 已停用車站
| 車站       | 圖片 | 啓用日期     | 備註                                     |
| ---------- | ---- | ------------ | ---------------------------------------- |
| 茂仁貨運站 |      | 不明         | 1994年停用                               |
| 嘉士域     |      | 1913年4月6日 | 2013年停用                               |
| 匯演中央站 |      | 2005年       | 僅於皇家阿德萊德匯演期間開放，2013年停用 |
| 賀房站     |      | 1910年代     | 1995年停用                               |
| 嘉立咸站   |      | 1910年代     | 1917年重置，1995年停用                   |
| 司聶士山站 |      | 1909年       | 1946年（由連頓站取代）                   |

## 圖集

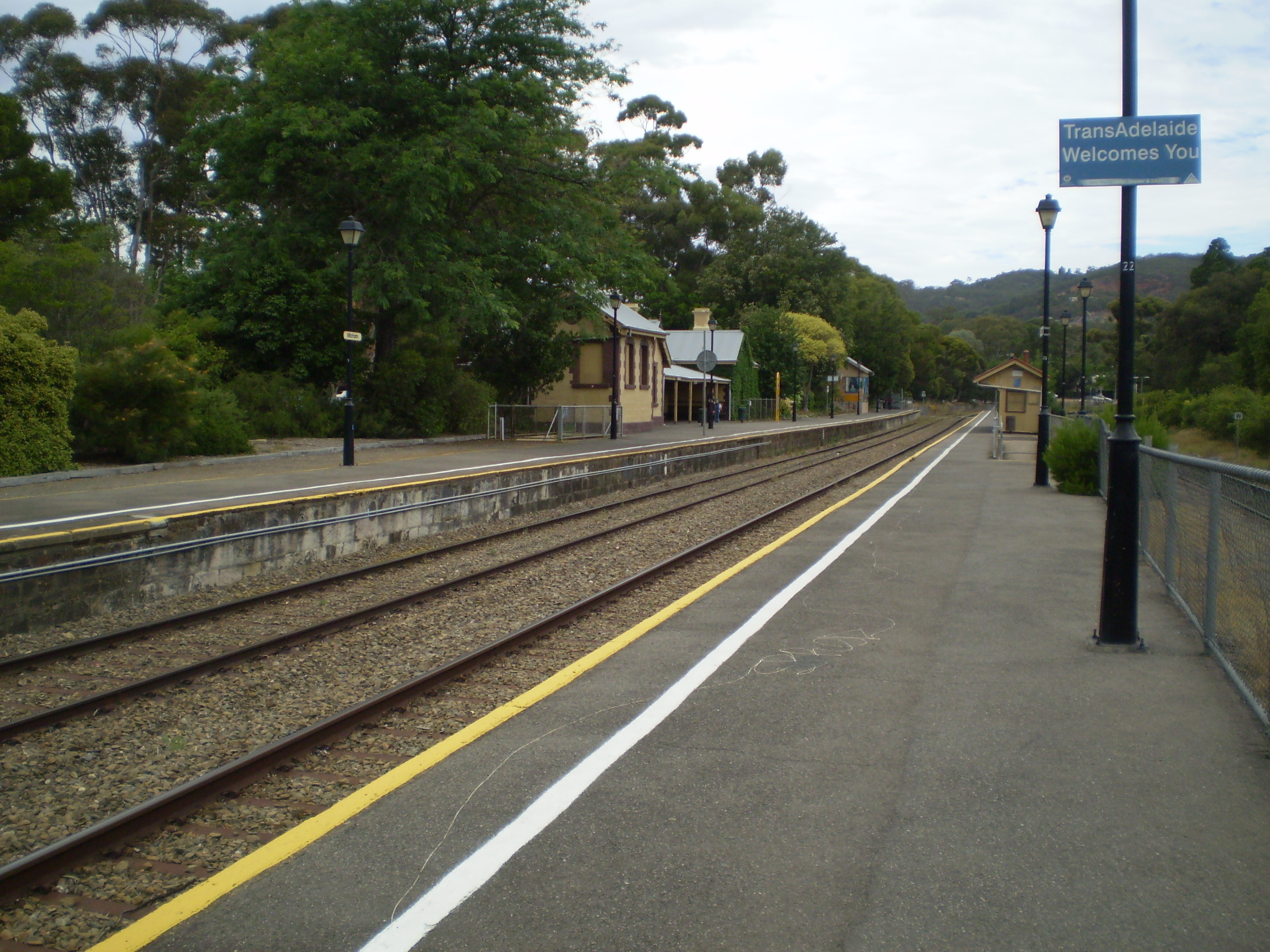
美知咸站（英语：Mitcham railway station）
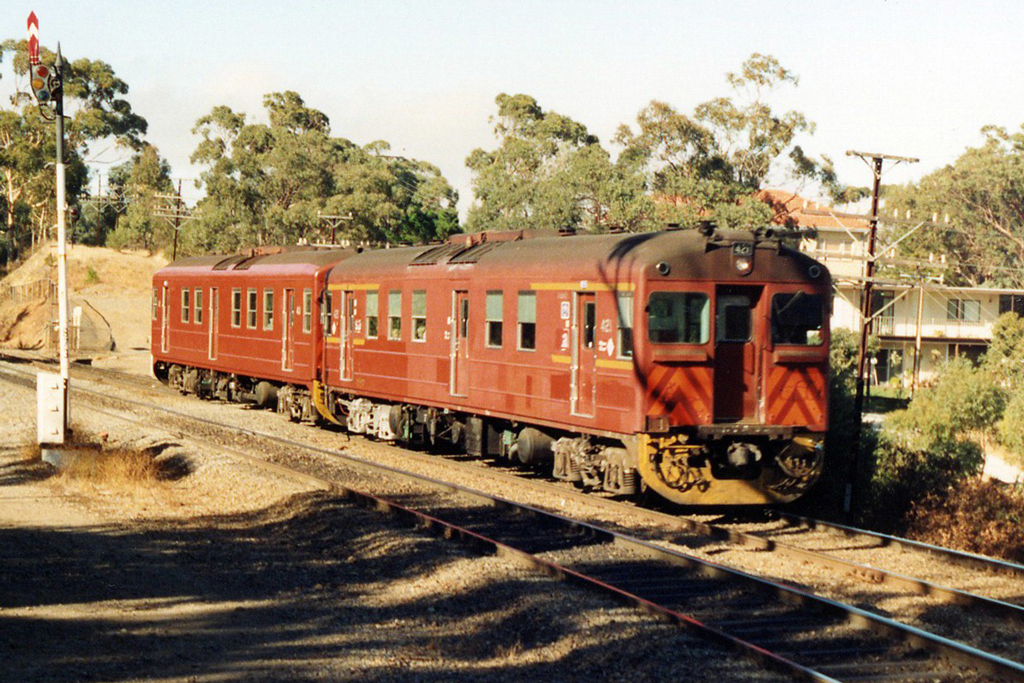
連頓站（英语：Lynton railway station）（1980年）
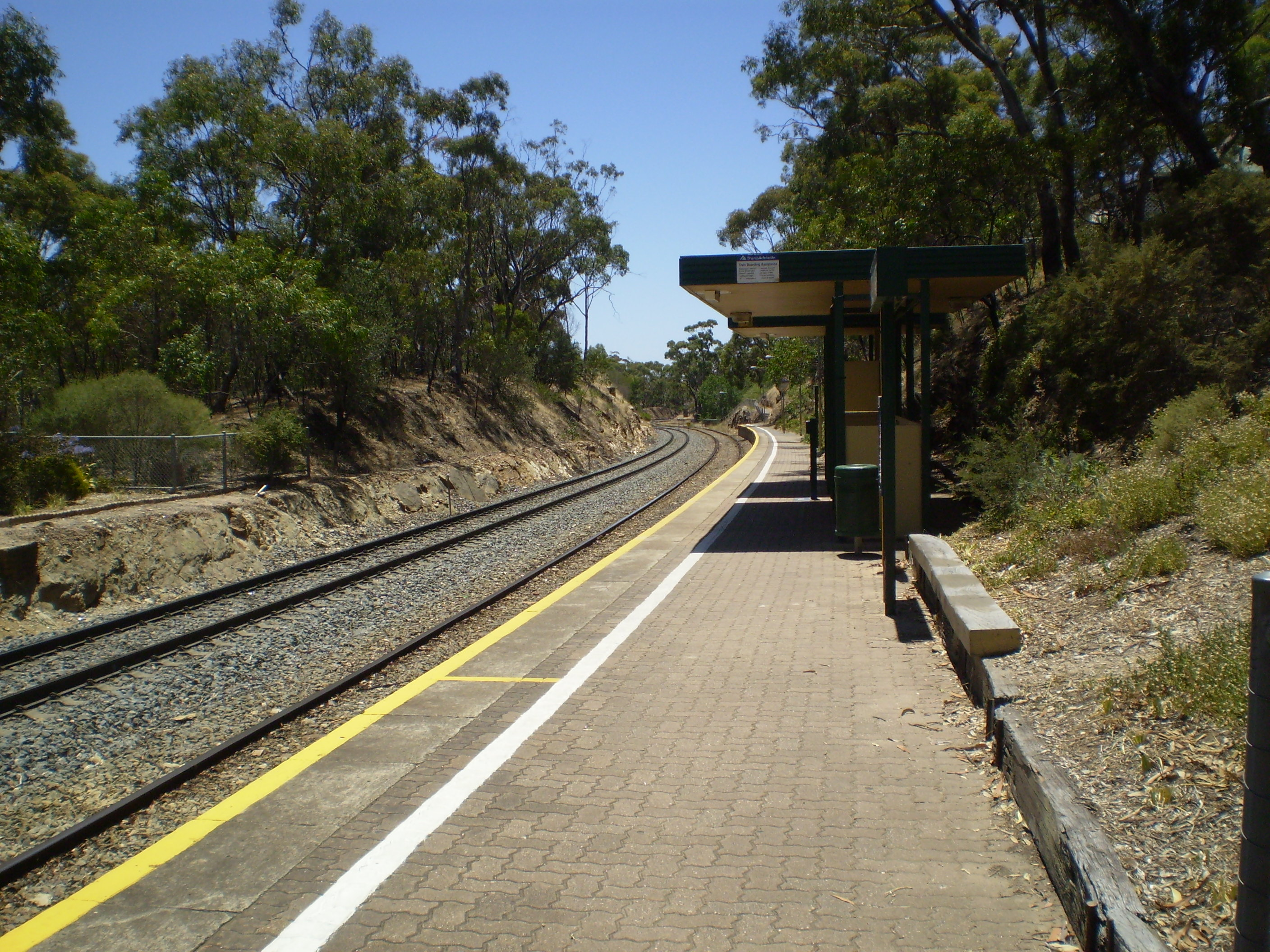
伊登山站（英语：Eden Hills railway station）
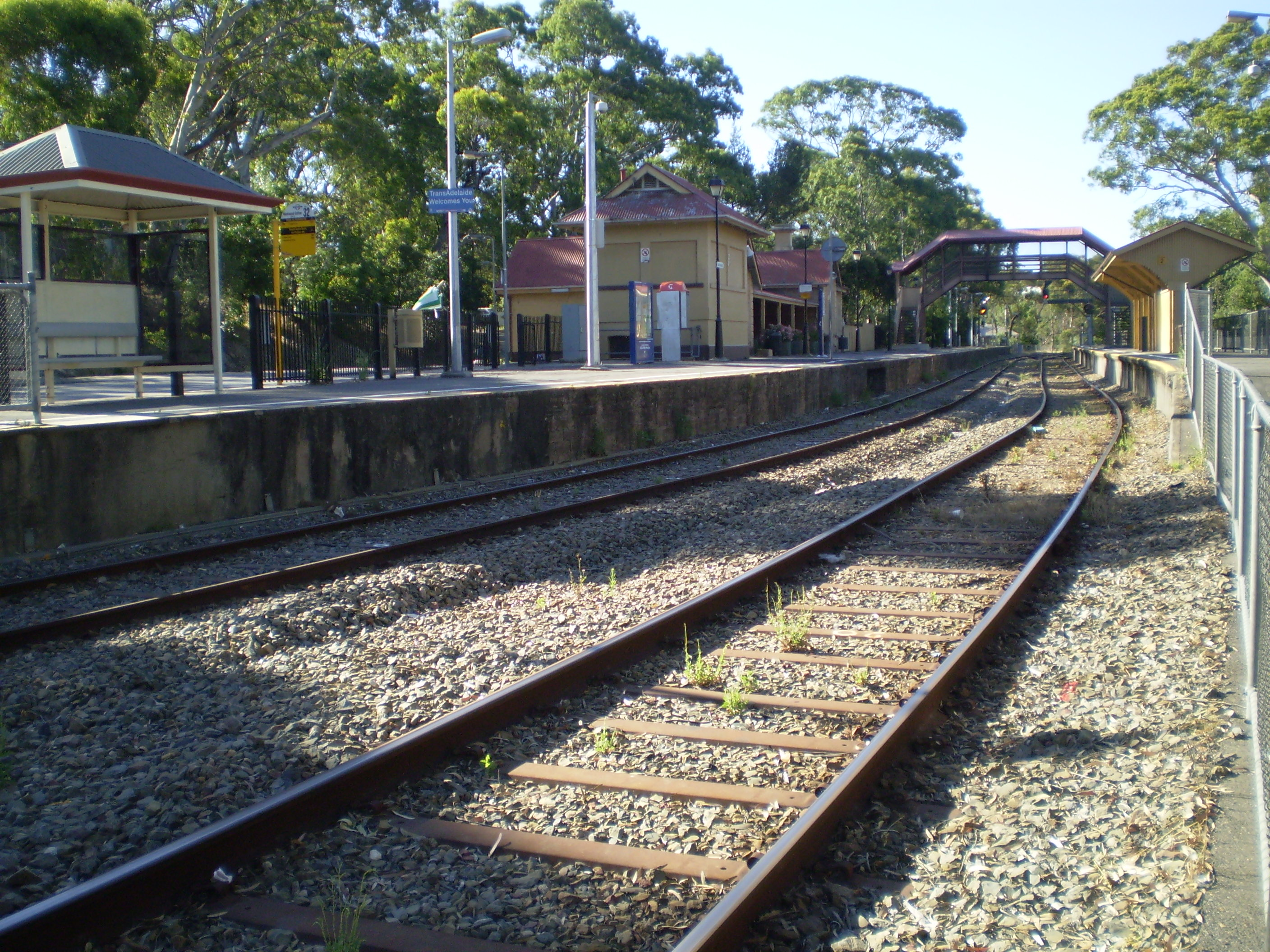
百立活站（英语：Blackwood railway station），巴士轉乘站位於左方（2007年）
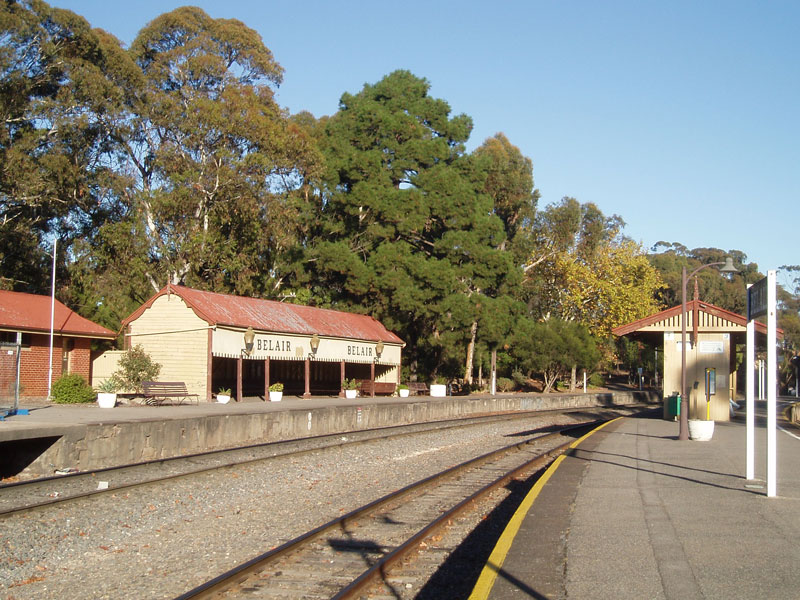
百里站
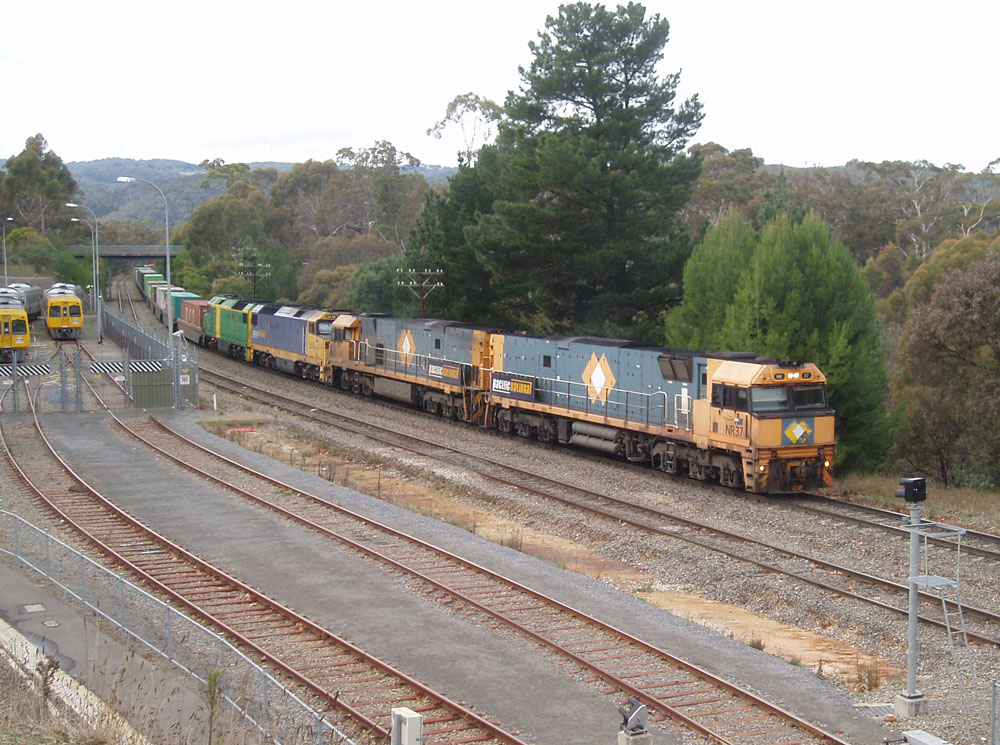
太平洋國際（英语：Pacific National）貨運列車通過百里站

^1  2017年9月，西邊臺電車站易名為皇家阿德萊德醫院.

## 外部連結
- Belair to City - Adelaide Metro website （页面存档备份，存于）

Template:Adelaide Metro railway stations
Template:Adelaide public transport